# Bužim
Bužim – miasto w Bośni i Hercegowinie, w Federacji Bośni i Hercegowiny, w kantonie uńsko-sańskim, siedziba gminy Bužim. W 2013 roku liczyła 2191 mieszkańców, z czego większość stanowili Boszniacy.
Przed wojną w Bośni Bužim był wsią, dopiero w wyniku porozumienia z Dayton Bužim otrzymał prawa miejskie.